# Lembit Rajala
Lembit Rajala, né le 1er décembre 1970 à Tallinn en Estonie, est un footballeur international estonien, qui évoluait au poste d'attaquant.

## Biographie

### Carrière internationale
Lembit Rajala compte 26 sélections et 2 buts avec l'équipe d'Estonie entre 1992 et 1996. 
Il est convoqué pour la première fois par le sélectionneur national Uno Piir pour un match des éliminatoires de la Coupe du monde 1994 contre Malte le 25 octobre 1992 (0-0). Par la suite, le 26 octobre 1993, il inscrit son premier but en sélection contre le Liechtenstein, lors d'un match amical (victoire 2-0). Il reçoit sa dernière sélection le 9 juillet 1996 contre le Lituanie (1-1).

## Palmarès

### En club
- Avec le Flora Tallinn
  - Champion d'Estonie en 1994 et 1995
  - Vainqueur de la Coupe d'Estonie en 1995

### Distinctions personnelles
- Meilleur buteur de Meistriliiga lors de la saison 1995-96 (16 buts)